# Auriga de Delfos
L'Auriga de Delfos, també anomenat Heniokhos (grec: Ηνίοχος, «portador de les regnes»), és una escultura de bronze d'1,80 m d'alçada, realitzada a l'antiga Grècia al període arcaic, cap al 478-474 aC. Va ser descoberta el 1896 al santuari d'Apol·lo a Delfos. Actualment és al Museu Arqueològic de Delfos.
Un auriga és un conductor de carros de curses. L'estàtua pertany a un conjunt que incloïa el carro i un cavall. La figura està dempeus sobre el carro, amb cordes a les aixelles perquè no se li bufi el xitó i amb la mà dreta agafa les regnes i un fuet. Ja no té el somriure arcaic típic de l'estil arcaic precedent sinó l'aspecte seré i carnós del rostre pròpies de l'estil sever. Com les altres estàtues de bronze del mateix estil, conté incrustacions de materials nobles per a policromar-la: pedres de color als ulls, argent a la diadema i coure vermell als llavis.